# Anna Vandenhoeck
Anna Vandenhoeck, även kallad Anna Van den Hoek och Anna van Hoeck, född Parry 24 maj 1709 i London, död 5 mars 1787 i Göttingen, var en tysk tryckare. 
Hon drev sin make Abraham Vandenhoecks tryckeri Vandenhoeck & Ruprecht i Göttingen från hans död 1750 till sin död 1787. Tryckeriet var under hennes ledning berömt för sin utgivning av många av upplysningstidens vetenskapliga verk. 